# Каженбаев, Есет Каженбаевич
Каженбаев Есет Каженбаевич (каз. Қаженбаев Есет Қаженбайұлы; 20 сентября 1932 — июль 2020) — педагог, учёный, общественный деятель, профессор, кавалер ордена «Трудового Красного Знамени», «Отличник образования Казахской ССР».

## Биография
Есет Каженбаевич родился 20 сентября 1931 года в селе Мынтобе Исатайского района Атырауской области. Трудовую деятельность начал в 1946 году старшим пионером в Ворошиловской средней школе. Позже работал учителем, заведующим отделом образования, директором школы, школьным инспектором райотдела образования, инструктором Гурьевского горкома КПК. С 1983 по 1994 год он был директором Атырауского областного института повышения квалификации учителей. С 1994 года работал старшим преподавателем, доцентом, профессором географии Атырауского государственного университета им. Х. Досмухамедова. Есет Каженбаевич является автором первого изданного учебника «География Атырауской области».

## Награды и звания
- Доцент
- Профессор
- «Отличник образования Казахской ССР»
- Орден «Трудового Красного Знамени»
- Орден «Құрмет»
- «Почетный гражданин» города Атырау
- «Почетный гражданин» Исатайского района